# Constitution tchadienne de 2018
Pour les articles homonymes, voir Constitution du Tchad.
Lire en ligne

Site de la présidence de la république du Tchad

Constitution tchadienne de 1996 Charte de la transition du Tchad (2021)
La Constitution de la république du Tchad de 2018 est la loi fondamentale du Tchad en vigueur entre le 4 mai 2018 et le 29 décembre 2023. 
Le texte, qui instaure la Quatrième République dans le cadre d'un régime présidentiel, supprime le poste de Premier ministre. Il remplace la Constitution de 1996.

## Histoire
L'avant-projet prévoyait un mandat de sept ans renouvelable une fois. Le texte final instaure un mandat présidentiel de six ans, renouvelable une fois, et le poste de Premier ministre est supprimé.
Le 10 avril 2018, le projet de constitution est adopté par le gouvernement puis adopté par l'Assemblée nationale le 30 avril.
Le 2 mai suivant, le Conseil constitutionnel rejette un recours de l'opposition contre l'adoption du texte.
Le texte est promulgué le 4 mai par le président Idriss Déby.
Au lendemain de la mort de son père, le 20 avril 2021, un Conseil militaire de transition dirigé par le général Mahamat Déby est mis en place,. La Constitution du 4 mai 2018, révisée le 14 décembre 2020, qui prévoit qu'en cas de vacance du pouvoir, le président du Sénat assure l'intérim pendant 45 à 90 jours, le temps d'élire un nouveau président de la République, est ainsi suspendue.

## Contenu
La Haute Cour de justice, est placée sous la juridiction de la Cour suprême et perd son pouvoir exclusif de juger pour haute trahison le président de la République, ceux des autres institutions ainsi que les membres du gouvernement et leur éventuels complices. De même, le Conseil constitutionnel, perd lui aussi son indépendance au profit de la Cour suprême et son pouvoir exclusif de contrôle de constitutionnalité des lois, des lois organiques, des décrets et des traités internationaux.